# Riniken
Riniken (schweizerdeutsch: ˈriːnikχə) ist eine Einwohnergemeinde im Schweizer Kanton Aargau. Sie gehört zum Bezirk Brugg und liegt zwei Kilometer nordwestlich des Bezirkshauptorts Brugg.

## Geographie
Das Dorf liegt in einem muldenartigen Tal zwischen dem Bruggerberg (516 m ü. M.) im Osten und der Ebni (514 m ü. M.) im Westen, zwei bewaldeten Hügeln am Rande des Tafeljuras. Der Hang des Bruggerbergs ist flach geneigt und gleichmässig abfallend. Der Iberg (485 m ü. M.), ein Ausläufer der Ebni, verengt sich nach Norden hin zu einem 250 Meter breiten und mehr als 100 Meter hohen Felsriegel, der auf drei Seiten steil abfällt. Dort steht die gleichnamige Burgruine. Ebni und Iberg trennen das Dorf vom langgestreckten Ital, in welchem der Reinerbach entspringt. Im Nordosten erstreckt sich die ausgedehnte Rüfenacher Ebene. Rund einen Kilometer südlich von Riniken liegt der Ortsteil Tiefgrueb (390 m ü. M.), der mit Umiken zusammengewachsen ist.
Die Fläche des Gemeindegebiets beträgt 476 Hektaren, davon sind 271 Hektaren bewaldet und 60 Hektaren überbaut. Der höchste Punkt liegt auf 514 Metern auf der Ebni, der tiefste auf 373 Metern am Nordfuss des Bruggerbergs. Nachbargemeinden sind Remigen im Norden, Rüfenach im Osten, Brugg im Süden, Bözberg im Nordwesten.

## Geschichte
Funde von Ziegelstempeln der Legio XXI Rapax und ein Keramikfragment lassen darauf schliessen, dass die Römer auf dem Iberg einen Wachtturm errichteten. Eingewanderte Alamannen gründeten das Dorf im 6. Jahrhundert. Die erste urkundliche Erwähnung von Rinichon erfolgte im Jahr 1253, als die Habsburger Grundstücke in dieser Siedlung an das Kloster Wettingen übertrugen. Der Ortsname stammt vom althochdeutschen Rininghofun und bedeutet «bei den Höfen der Sippe des Rino».
Im 13. Jahrhundert fassten die Habsburger ihre Herrschaftsrechte westlich und nördlich von Brugg im Gericht Bözberg zusammen. Dazu gehörten neben Riniken auch Oberbözberg, Unterbözberg, Lauffohr, Linn, Mönthal, Rein, Remigen, Rüfenach, Stilli und Villigen. Bereits in der zweiten Hälfte des 11. Jahrhunderts hatte ein niederes Adelsgeschlecht im Dienste der Habsburger die Burg Iberg errichten lassen. Das Gericht wechselte ab 1348 durch Verpfändung mehrmals den Besitzer und kam 1377 schliesslich zur Herrschaft Schenkenberg. Der grösste Teil des Grundbesitzes gehörte dem Kloster Königsfelden in Windisch.
Die Stadt Bern besetzte 1460 die Herrschaft Schenkenberg militärisch und fügte sie den übrigen Untertanengebieten im Berner Aargau zu. 1528 führten die Berner die Reformation ein. 1566 erfolgte die Aufteilung des Gerichtsbezirks Bözberg, woraufhin das Dorf von Stilli aus verwaltet wurde. Beim Franzoseneinfall im März 1798 entmachteten die Franzosen die «Gnädigen Herren» von Bern und riefen die Helvetische Republik aus, die 1803 aufgelöst wurde. Riniken gehört seither zum Kanton Aargau. Bis Mitte des 20. Jahrhunderts blieb Riniken ein kleines, bescheidenes Bauerndorf. Dann setzte eine rege Bautätigkeit ein, und das Dorf wandelte sich zu einer Wohngemeinde. Zwischen 1960 und 1990 stieg die Einwohnerzahl um mehr als das Vierfache und hat sich in den letzten Jahren bei rund 1400 eingependelt.

## Sehenswürdigkeiten

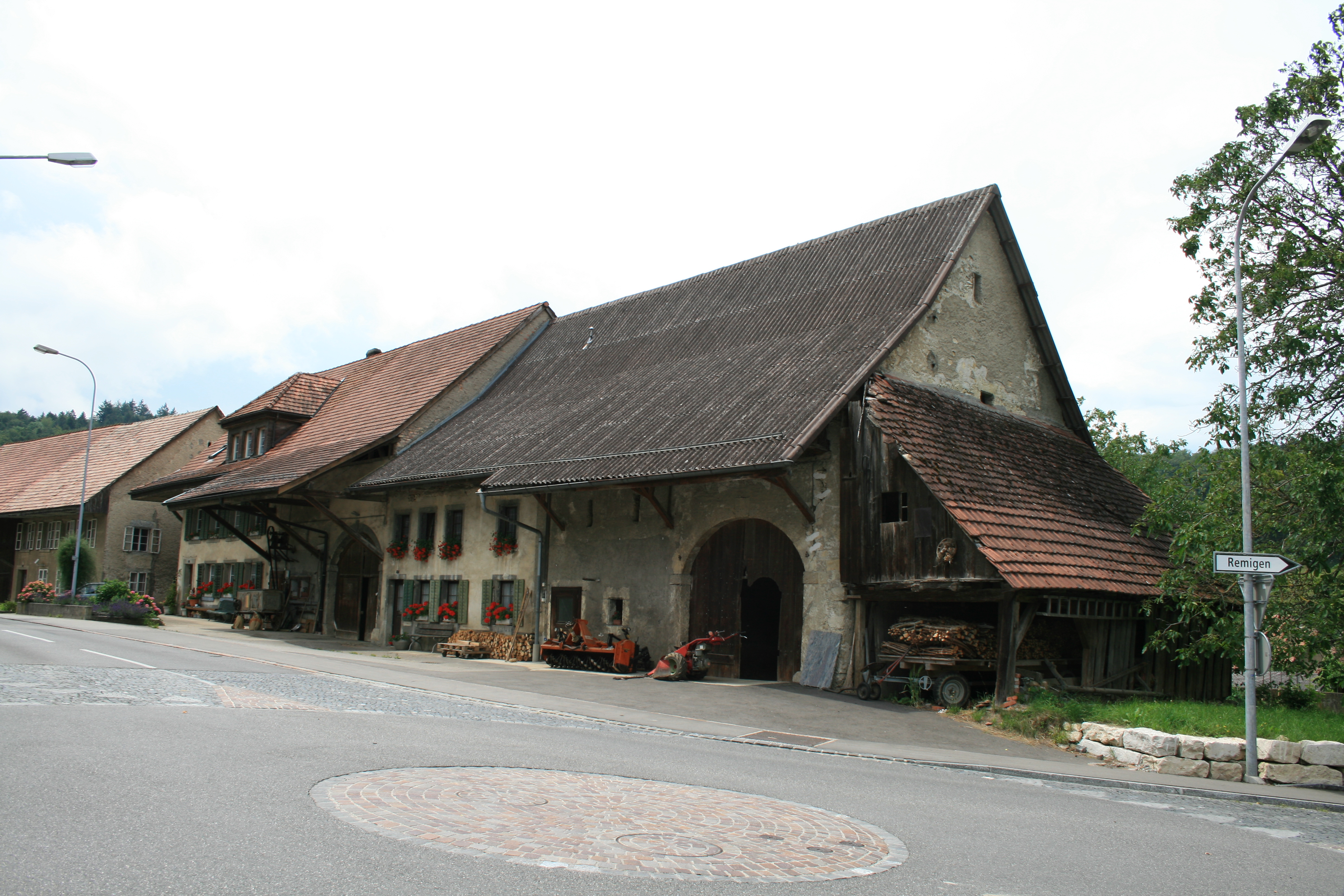
Riniken

In der zweiten Hälfte des 11. Jahrhunderts entstand auf dem gleichnamigen Hügel über der Ebene die Burg Iberg, die von Ministerialen der Habsburger bewohnt wurde. Im Spätmittelalter verfiel die 75 Meter lange Anlage zu einer Ruine; nur noch ein Teil der Ringmauer ist übriggeblieben. Riniken gehört zusammen mit Villnachern zur Pfarrei Umiken. Seit 1978 besitzt Riniken mit dem Zentrum Lee erstmals eine eigene Kirche; der moderne Bau wird sowohl von Katholiken als auch Reformierten genutzt.

## Wappen
Die Blasonierung des Gemeindewappens lautet: «In Gelb auf grünem Dreiberg grüne Tanne mit braunem Stamm.» Erstmals erscheint dieses Wappen auf dem Gemeindesiegel von 1872. Bis 1953 war die Farbe des Schildgrunds weiss statt gelb und wurde geändert, um Verwechslungen mit ähnlichen Gemeindewappen zu vermeiden. Den Vorschlag, das unheraldische Braun des Baumstammes zu ändern, lehnte der Gemeinderat im Jahr 2002 ab.

## Bevölkerung
Die Einwohnerzahlen entwickelten sich wie folgt:
| Jahr      | 1764 | 1850 | 1900 | 1930 | 1950 | 1960 | 1970 | 1980 | 1990 | 2000 | 2010 | 2020 |
| Einwohner | 213  | 338  | 291  | 304  | 300  | 352  | 947  | 1271 | 1420 | 1369 | 1454 | 1482 |

Am 31. Dezember 2023 lebten 1555 Menschen in Riniken, der Ausländeranteil betrug 21,5 %. Bei der Volkszählung 2015 bezeichneten sich 38,5 % als reformiert und 27,5 % als römisch-katholisch; 34,0 % waren konfessionslos oder gehörten anderen Glaubensrichtungen an. 88,5 % gaben bei der Volkszählung 2000 Deutsch als ihre Hauptsprache an, 2,3 % Albanisch, je 1,5 % Italienisch und Türkisch, je 1,2 % Französisch und Serbokroatisch sowie 1,0 % Portugiesisch.

## Politik und Recht
Die Versammlung der Stimmberechtigten, die Gemeindeversammlung, übt die Legislativgewalt aus. Ausführende Behörde ist der fünfköpfige Gemeinderat. Er wird im Majorzverfahren vom Volk gewählt, seine Amtsdauer beträgt vier Jahre. Der Gemeinderat führt und repräsentiert die Gemeinde. Dazu vollzieht er die Beschlüsse der Gemeindeversammlung und die Aufgaben, die ihm vom Kanton zugeteilt wurden. Für Rechtsstreitigkeiten ist in erster Instanz das Bezirksgericht Brugg zuständig. Riniken gehört zum Friedensrichterkreis VIII (Brugg).
2014 machte Riniken schweizweit Schlagzeilen, weil der damalige Gemeindeammann Ulrich Müller versuchte, neu zuziehende Sozialhilfebezüger abzuweisen.

## Wirtschaft
In Riniken gibt es gemäss der im Jahr 2015 erhobenen Statistik der Unternehmensstruktur (STATENT) rund 290 Arbeitsplätze, davon 9 % in der Landwirtschaft, 12 % in der Industrie und 79 % im Dienstleistungssektor. Die meisten Erwerbstätigen sind Wegpendler und arbeiten in Brugg und Umgebung.

## Verkehr
Riniken liegt an der Kantonsstrasse 455, die in Umiken von der Hauptstrasse 3 (Basel–Zürich) über den Bözbergpass abzweigt und in Richtung Remigen führt. Das Dorf wird durch die Postautolinie vom Bahnhof Brugg nach Laufenburg an das Netz des öffentlichen Verkehrs angebunden. An Wochenenden verkehrt ein Nachtbus von Brugg über Villigen und Remigen nach Riniken.

## Bildung
Riniken verfügt über einen Kindergarten und ein Schulhaus, in dem die Primarschule unterrichtet wird. Sämtliche Oberstufen (Realschule, Sekundarschule und Bezirksschule) können in Brugg besucht werden. Die nächstgelegenen Gymnasien sind die Kantonsschule Baden und die Kantonsschule Wettingen.

## Persönlichkeiten
- Roland Salm (* 1951), Radsportler